# Tomoglossa luteicornis
Tomoglossa luteicornis är en skalbaggsart som först beskrevs av Wilhelm Ferdinand Erichson 1837.  Tomoglossa luteicornis ingår i släktet Tomoglossa, och familjen kortvingar. Enligt den finländska rödlistan är arten sårbar i Finland. Enligt den svenska rödlistan är arten otillräckligt studerad i Sverige. Arten förekommer i Götaland och Gotland. Artens livsmiljö är sandstränder vid sötvatten.